# Пеев, Димитр
Димитр Александров Пеев (болг. Димитър Пеев; 7 июля 1919, Пловдив, Третье Болгарское царство — 5 ноября 1996, София) — болгарский писатель
, журналист, публицист, редактор, юрист. Доктор юридических наук.

## Биография
Сын Александра Пеева, болгарского революционного и общественного деятеля, расстрелянного фашистами руководителя разведывательной группы в годы Второй мировой войны.
Окончил Софийский университет. Стажировался в СССР. Несколько лет находился на дипломатической работе в болгарском посольстве в Москве. Специалист в области криминалистики.
Был председателем секции научных журналистов при Союзе болгарских журналистов, работал главным редактором еженедельника «Орбита». Был основателем и первым главным редактором журнала Космос .

## Творчество
Автор детективных, приключенческих и фантастических произведений.
Дебютировал в 1957 году, опубликовав произведение «Ракетата не отговаря» (в соавторстве). С тех пор создал целый ряд научно-фантастических и детективных романов, повестей, радио- и телевизионных пьес, множество научно-популярных статей и футурологических очерков. Публиковал также сатирические и юмористические произведения.
До 1964 года писал, в основном, художественные и научно-популярные книги «Изкуствени спътници и междупланетни полети», «Човекът извън земята», «Животът на другите планети», повесть «Фотонният звездолет».
Первый детективный роман «Алиби», издан им в 1966 году. Основной жанр его романов — традиционный процедурный милицейский детектив со сквозными героями; есть в его арсенале и «роман-загадка» в английском стиле, и неявная расположенность к «шпионскому» роману, разоблачающему происки вражеских разведок.
Герои большинства рассказов и повестей Д. Пеева живут и действуют в коммунистическом обществе будущего. Каждый из них по-своему решает социальные, нравственные и технологические проблемы своего времени.
На русском языке отдельной книгой вышли три детективные повести писателя — сборник «Седьмая чаша» (1988). Фантастические повести и рассказы болгарского писателя в СССР появлялись в периодике, печатались в Библиотеке современной фантастики (3-й том), альманахах «Искатель» и Мир «Искателя».

## Избранные произведения
- Ракета не отвечает (роман, 1958).
- Фотонный звездолёт (роман, 1964)
- Алиби (роман, 1966)
- Аберрасио Иктус (роман, 1978)
- Вероятность равна нулю (роман, 1980)
- Джентльмен (роман, 1989)
- Седьмая чаша (сборник детективных повестей, 1988)
- День моего имени
- На Чёрной планете